# Тахсис
Тахсис (англ. Tahsis) — село в Канаді, у провінції Британська Колумбія, у складі регіонального округу Страткона.

## Населення
За даними перепису 2016 року, село нараховувало 248 осіб, показавши скорочення на 21,5%, порівняно з 2011-м роком. Середня густина населення становила 47,1 осіб/км².
З офіційних мов обидвома одночасно володіли 20 жителів, тільки англійською — 230. Усього 15 осіб вважали рідною мовою не одну з офіційних.
Працездатне населення становило 36,6% усього населення, рівень безробіття — 13,3%.
36,6% мешканців мали закінчену шкільну освіту, не мали закінченої шкільної освіти — 14,6%, 51,2% мали післяшкільну освіту, з яких 38,1% мали диплом бакалавра, або вищий, 10 осіб мали вчений ступінь.
| Статево-вікова структура населення | Статево-вікова структура населення | Статево-вікова структура населення | Статево-вікова структура населення | Статево-вікова структура населення |
| ---------------------------------- | ---------------------------------- | ---------------------------------- | ---------------------------------- | ---------------------------------- |
|                                    |                                    |                                    |                                    |                                    |
| Всього                             | Всього                             | 54,0%46,0%                         |                                    |                                    |
| 0 — 14 років                       | 0 — 14 років                       |                                    | 6,1%                               | 6,1%                               |
| 15 — 64 років                      | 15 — 64 років                      |                                    | 67,3%                              | 67,3%                              |
| 65 і більше                        | 65 і більше                        |                                    | 26,5%                              | 26,5%                              |
| Середній вік (років)               | Середній вік (років)               | 53,452,7                           | 53,1                               | 53,1                               |
| Медіана (років)                    | Медіана (років)                    | 58,157,9                           | 58,0                               | 58,0                               |
| — чоловіки — жінки                 |                                    |                                    |                                    |                                    |

| Походження мешканців:     | Походження мешканців:     | Походження мешканців: | Походження мешканців: | Походження мешканців: |
| ------------------------- | ------------------------- | --------------------- | --------------------- | --------------------- |
| Походження                |                           |                       | осіб                  | %                     |
| Корінні американці        | Корінні американці        |                       | 10                    | 4.65%                 |
| Інше північноамериканське | Інше північноамериканське |                       | 35                    | 16.28%                |
| Європейське               | Європейське               |                       | 200                   | 93.02%                |
| британське                | британське                |                       | 160                   | 74.42%                |
| французьке                | французьке                |                       | 50                    | 23.26%                |
| українське                | українське                |                       | 10                    | 4.65%                 |
| Латинськоамериканське     | Латинськоамериканське     |                       | 10                    | 4.65%                 |

## Клімат
Середня річна температура становить 7,1°C, середня максимальна – 17,4°C, а середня мінімальна – -2,8°C. Середня річна кількість опадів – 3 161 мм.
| Клімат поселення                              | Клімат поселення | Клімат поселення | Клімат поселення | Клімат поселення | Клімат поселення | Клімат поселення | Клімат поселення | Клімат поселення | Клімат поселення | Клімат поселення | Клімат поселення | Клімат поселення | Клімат поселення |
| Показник                                      | Січ.             | Лют.             | Бер.             | Квіт.            | Трав.            | Черв.            | Лип.             | Серп.            | Вер.             | Жовт.            | Лист.            | Груд.            |                  |
| Середній максимум, °C                         | 6,04             | 7,07             | 7,50             | 9,62             | 12,28            | 14,96            | 16,43            | 17,38            | 14,78            | 10,72            | 6,33             | 3,92             |                  |
| Середня температура, °C                       | 1,60             | 2,65             | 3,08             | 5,18             | 7,86             | 10,52            | 13,87            | 14,83            | 12,22            | 8,14             | 3,75             | 1,35             |                  |
| Середній мінімум, °C                          | −2,84            | −1,78            | −1,35            | 0,75             | 3,44             | 6,08             | 11,31            | 12,26            | 9,66             | 5,59             | 1,19             | −1,2             |                  |
| Норма опадів, мм                              | 444              | 292              | 282              | 218              | 144              | 124              | 77               | 108              | 139              | 379              | 513              | 441              |                  |
| Середньомісячна швидкість вітру, м/с          | 4.73             | 4.45             | 4.02             | 3.90             | 3.58             | 3.47             | 3.26             | 3.08             | 3.21             | 3.84             | 4.52             | 4.56             |                  |
| Середньомісячна сонячна радіація, кДж/м²·день | 2934             | 5607             | 9361             | 13856            | 17790            | 18882            | 19578            | 16733            | 12143            | 6615             | 3293             | 2306             |                  |
| --------------------------------------------- | ---------------- | ---------------- | ---------------- | ---------------- | ---------------- | ---------------- | ---------------- | ---------------- | ---------------- | ---------------- | ---------------- | ---------------- | ---------------- |
| Джерело:                                      |                  |                  |                  |                  |                  |                  |                  |                  |                  |                  |                  |                  |                  |